# Октябрьское муниципальное образование (Дергачёвский район)
Октябрьское муниципальное образование — сельское поселение в Дергачёвском районе Саратовской области Российской Федерации.
Административный центр — посёлок Октябрьский.

## История
Статус и границы сельского поселения установлены Законом Саратовской области от 27 декабря 2004 года № 87-ЗСО «О муниципальных образованиях, входящих в состав Дергачёвского муниципального района».

## Население
| 2010 | 2011  | 2012  | 2013  | 2014 | 2015 | 2016 |
| ---- | ----- | ----- | ----- | ---- | ---- | ---- |
| 1134 | ↘1131 | ↘1067 | ↘1010 | ↘978 | ↘947 | ↘893 |
| 2017 | 2018  | 2019  | 2020  | 2021 |      |      |
| ↘858 | ↘832  | ↘792  | ↘752  | ↘569 |      |      |

## Состав сельского поселения
| № | Населённый пункт | Тип населённого пункта          | Население |
| - | ---------------- | ------------------------------- | --------- |
| 1 | Красная Речка    | село                            | 63        |
| 2 | Красноозерный    | посёлок                         | ↘519      |
| 3 | Новозизевка      | село                            | 6         |
| 4 | Октябрьский      | посёлок, административный центр | ↘330      |
| 5 | Степной          | посёлок                         | ↘93       |
| 6 | Уфимовский       | посёлок                         | ↘123      |

Раньше посёлок Октябрьский назывался совхоз «Краснореченский».